# Loretotetra
Loretotetra (Hyphessobrycon loretoensis) är en fiskart som beskrevs av Ladiges, 1938. Loretotetra ingår i släktet Hyphessobrycon och familjen Characidae. Inga underarter finns listade i Catalogue of Life.